# 新庄町 (田辺市)
新庄町（しんじょうちょう）は、和歌山県田辺市の町丁。2020年3月末現在の人口は4,662人。郵便番号は646-0011。本項ではかつて概ね同区域に存在した西牟婁郡新庄村（しんじょうむら）についても記す。

## 地理
田辺市中心部の東方、紀伊新庄駅の周辺にあたる。西で東山・あけぼの・南新万・新万、北で中万呂・上万呂・下三栖・城山台、東で神島台・たきない町および西牟婁郡上富田町岡・生馬・朝来・岩崎、南で同郡白浜町堅田に接する。北部を紀勢本線と国道42号・田辺バイパスが東西に横断し、東へ和歌山県道31号田辺白浜線、南へ和歌山県道33号南紀白浜空港線が分岐する。また、北西部を和歌山県道216号温川田辺線が通過する。

### 海洋
- 田辺湾
- 跡ノ浦湾
- 内ノ浦湾

### 島嶼
- 神島
- 二本松
- 鳥島

### 河川
- 名喜里川（成川が合流）
- 橋谷川（西橋谷川が合流）
- 新川
- 出井川
- 仙波谷川

## 歴史
- 幕末 - 牟婁郡新庄村が存在。「旧高旧領取調帳」の記載によると紀州藩附家老安藤氏領。
- 慶応4年1月24日（1868年2月17日） - 安藤氏領が立藩して田辺藩領となる。
- 明治4年7月14日（1871年8月29日） - 廃藩置県により田辺県の管轄となる。
- 明治4年11月22日（1872年1月2日） - 和歌山県の管轄となる。
- 1879年（明治12年）1月20日 - 所属郡が西牟婁郡に変更。
- 1889年（明治22年）4月1日 - 町村制の施行により、近世以来の新庄村が神子浜村の一部を合併のうえ単独で自治体を形成。
- 1954年（昭和29年）2月4日 - 新庄村が田辺市に編入。同市新庄町となる。
- 1960年（昭和35年）5月24日 ‐ チリ地震津波による被害を受ける[2]。
- 1977年（昭和52年）2月21日 - 地内より新万が起立。
- 1988年（昭和63年）10月24日 ‐ 地内より神島台が起立[3]。
- 1992年（平成4年）11月16日 ‐ 地内の一部があけぼのに編入[4]。
- 1997年（平成9年）11月17日 ‐ 地内の滝内がたきない町として起立[5]。
- 2000年（平成12年）8月1日 - 地内より城山台が起立[6]。

## 交通

### 鉄道路線
西日本旅客鉄道
- 紀勢本線
  - 紀伊新庄駅

### バス
龍神自動車
- 熊野本宮線
  - 紀南病院 - 紀伊田辺 - 栗栖川 - 熊野本宮大社 - 発心門王子

明光バス
- 田辺・白浜線（医療センター・細野口経由）
  - 田辺駅 - 新庄駅 - 医療センター前 - 細野口 - とれとれ市場前 - 古賀浦 - 大浦 - 白浜桟橋 - 白浜バスセンター - 白良浜 - 新湯崎 - 三段壁
- 田辺・白浜線（医療センター・白浜駅経由）
  - 田辺駅 - 新庄駅 - 医療センター前 - 白浜駅 - とれとれ市場前 - 古賀浦 - 大浦 - 白浜桟橋 - 白浜バスセンター - 白良浜 - 新湯崎 - 三段壁
- 田辺・白浜線（朝来・上富田庁舎・白浜駅経由）
  - 田辺駅 - 新庄駅 - 朝来 - 上富田庁舎前 - 白浜駅 - 古賀浦 - 大浦 - 白浜桟橋 - 白浜バスセンター - 白良浜 - 新湯崎 - 三段壁
- 田辺・白浜線（文里・朝来・富田駅・白浜駅経由）
  - 田辺駅 - 文里 - 新庄駅 - 朝来 - 富田駅 - 白浜駅 - 古賀浦 - 大浦 - 白浜桟橋 - 白浜バスセンター - 白良浜 - はまゆう病院 - 白浜町役場 - 新湯崎 - 三段壁
- 田辺・白浜線（田辺・白浜空港線）
  - 田辺駅 - 医療センター前 - ビッグ・ユー - 白浜駅 - アドベンチャーワールド - 白浜空港
- 日置線
  - 田辺駅 - 新庄駅 - 医療センター - 白浜駅 - 富田駅 - 椿温泉 - 奥志原 - 日置大橋 - 日置駅
  - 田辺駅 - 新庄駅 - 医療センター - 市鹿野 - 日置駅
- 三川線
  - 田辺駅 - 新庄駅 - 朝来 - 椿温泉 - 奥志原 - 日置大橋 - 市鹿野 - 三川
- 栗栖川線
  - 田辺駅 - 新庄駅 - 朝来 - 鮎川新橋 - 栗栖川
- 紀南病院線
  - 田辺駅 - オーシティ前 - 紀南病院前

### 道路
- 国道42号
  - 田辺バイパス
- 和歌山県道31号田辺白浜線
- 和歌山県道33号南紀白浜空港線
- 和歌山県道216号温川田辺線

## 施設
- 田辺市立新庄中学校
- 田辺市立新庄小学校
- 田辺市立新庄第二小学校
- 田辺産業技術専門学院
- 紀南病院
- わんぱく保育所
- 田辺新庄郵便局
- 和歌山県立情報交流センターBig・U
- 新庄総合公園
- 和歌山県教育センター学びの丘
- テレビ和歌山田辺支局
- 菅原神社
- 河内神社
- 大潟神社
- 稲田神社
- 山祇神社
- 東光禅寺
- 白浜ビーチゴルフクラブ